# Lo Breton
Lo Breton (en francès Le Brethon) és un municipi francès, situat al departament de l'Alier i a la regió d'Alvèrnia-Roine-Alps. L'any 2007 tenia 338 habitants.

## Demografia

### Població
El 2007 la població de fet de Le Brethon era de 338 persones. Hi havia 160 famílies de les quals 72 eren unipersonals (28 homes vivint sols i 44 dones vivint soles), 28 parelles sense fills, 32 parelles amb fills i 28 famílies monoparentals amb fills.
La població ha evolucionat segons el següent gràfic:
Habitants censats

### Habitatges
El 2007 hi havia 266 habitatges, 167 eren l'habitatge principal de la família, 83 eren segones residències i 15 estaven desocupats. 258 eren cases i 6 eren apartaments. Dels 167 habitatges principals, 137 estaven ocupats pels seus propietaris, 19 estaven llogats i ocupats pels llogaters i 11 estaven cedits a títol gratuït; 11 tenien dues cambres, 33 en tenien tres, 42 en tenien quatre i 82 en tenien cinc o més. 2 habitatges disposaven pel capbaix d'una plaça de pàrquing. A 79 habitatges hi havia un automòbil i a 61 n'hi havia dos o més.

### Piràmide de població
La piràmide de població per edats i sexe el 2009 era:
| Homes | Edats   | Dones |
| ----- | ------- | ----- |
| 0     | 95 o +  | 0     |
| 0     | 90 a 94 | 0     |
| 0     | 85 a 89 | 4     |
| 0     | 80 a 84 | 0     |
| 8     | 75 a 79 | 8     |
| 12    | 70 a 74 | 20    |
| 20    | 65 a 69 | 24    |
| 12    | 60 a 64 | 28    |
| 16    | 55 a 59 | 4     |
| 4     | 50 a 54 | 20    |
| 4     | 45 a 49 | 20    |
| 16    | 40 a 44 | 8     |
| 8     | 35 a 39 | 8     |
| 12    | 30 a 34 | 12    |
| 12    | 25 a 29 | 8     |
| 12    | 20 a 24 | 4     |
| 0     | 15 a 19 | 4     |
| 12    | 10 a 14 | 4     |
| 12    | 5 a 9   | 8     |
| 12    | 0 a 4   | 0     |

## Economia
El 2007 la població en edat de treballar era de 194 persones, 132 eren actives i 62 eren inactives. De les 132 persones actives 117 estaven ocupades (60 homes i 57 dones) i 15 estaven aturades (6 homes i 9 dones). De les 62 persones inactives 20 estaven jubilades, 14 estaven estudiant i 28 estaven classificades com a «altres inactius».

### Ingressos
El 2009 a Le Brethon hi havia 179 unitats fiscals que integraven 363 persones, la mediana anual d'ingressos fiscals per persona era de 13.821 €.

### Activitats econòmiques
Dels 7 establiments que hi havia el 2007, 3 eren d'empreses de construcció, 1 d'una empresa de comerç i reparació d'automòbils, 1 d'una empresa de serveis i 2 d'empreses classificades com a «altres activitats de serveis».
Dels 4 establiments de servei als particulars que hi havia el 2009, 1 era una funerària, 1 lampisteria, 1 electricista i 1 perruqueria.
L'any 2000 a Le Brethon hi havia 33 explotacions agrícoles que ocupaven un total de 2.142 hectàrees.

## Equipaments sanitaris i escolars
El 2009 hi havia una escola elemental integrada dins d'un grup escolar amb les comunes properes formant una escola dispersa.

## Poblacions més properes
El següent diagrama mostra les poblacions més properes.